# Taksinbrug
De Taksinbrug (Thai: สะพาน สมเด็จ พระเจ้าตากสิน) is een brug in Sathorn, een van de vijftig districten van Bangkok, de hoofdstad van Thailand. De brug overspant de Chao Phraya. Het wordt gebruikt door de Bangkok Skytrain, door motorvoertuigen (zes banen) en door voetgangers. De brug is zo ontworpen dat tussen de rijbanen in, in het midden, een groot gat is, waardoor er ruimte is voor de skytrain.
Kanchanaphisek-brug · Bhumibol II-brug · Bhumibol I-brug · Rama IX-brug · Krungthep-brug · Rama III-brug · Taksinbrug · Phra Pok Klao-brug · Phra Phutta Yodfa-brug · Phra Pinklao-brug · Rama VIII-brug · Krung Thon-brug · Rama VI-brug · Rama VII-brug · Rama V-brug · Phra Nang Klao-brug · Phra Nang Klao Parallel-brug · Rama IV-brug · Nonthaburi-brug · Pathum Thani-brug · Pathum Thani II-brug · Chiang Rak-brug · Bang Sai-brug · Ko Rian-brug · Kasatrathirat-brug · Ayutthaya–Phu Khao Thong-brug · Pa Mok-brug · Ang Thong-brug · Ang Thong II-brug · Wat Chaiyo-brug · Phrom Buri-brug · Luang Pho Phae-brug · Sing Buri-brug · In Buri-brug · Wat Khok Chan-brug · Chao Phraya Dam · Chainat-brug · Thammachak-brug · Somdet Phra Wannarat Heng Khemchari-brug · Takhian Luean-brug · Dechatiwong-brug